# Phytocoris usingeri
Phytocoris usingeri är en insektsart som beskrevs av Stonedahl 1988. Phytocoris usingeri ingår i släktet Phytocoris och familjen ängsskinnbaggar. Inga underarter finns listade i Catalogue of Life.